# Волинське обласне ветеранське громадсько-культурне товариства «Холмщина»
Волинське обласне ветеранське громадсько-культурне товариство «Холмщина» — громадська, ветеранська організація, яка об'єднує українців Волині, виселених у 1940-1950-х із Холмщини, Підляшшя та інших етнічних українських земель в Україну, їх нащадків.
Голова товариства — Микола Онуфрійчук.